# Pachypsylloides dumonti
Pachypsylloides dumonti är en insektsart som beskrevs av De Bergevin 1927. Pachypsylloides dumonti ingår i släktet Pachypsylloides och familjen rundbladloppor.
Artens utbredningsområde är Tunisien. Inga underarter finns listade i Catalogue of Life.